# 基本
基本とは、物事を成立させるために基づくもののこと。ここでは、教育用語における基本及びミニマム・エッセンシャルズについて解説する。

## 教育用語としての基礎・基本
教育用語としての基本は広義では知・徳・体という人間形成全般のことで、狭義には読み、書き、計算を示す。ミニマム・エッセンシャルズの訳語で、後述の1976年(昭和51年)12月の教育課程審議会の答申において広まった。用法が広く、一定した用法は確定していないが、
1. 国民として必要とされる学習内容
2. 読み、書き、計算を中心とした基礎教科とその内容
3. 各教科ごとの内容の精通的視点としての内容体系や事項

といったいずれかの意味である場合が多い。また、1987年(昭和62年)の教育課程審議会の答申では、全てを含意した意味で、用いられる。

### 歴史
かつては、「基礎」と「基本」を語義的に区別する論議が相対的に盛んであったため、「基礎・基本」と連句で教育用語に用いられるようになったのは、昭和51年12月の教育課程審議会の答申においてであったと思われる。答申では、「基礎・基本」の特質は「国民として必要とされる内容」と規定され、教育課程の編成方針は、小・中・高の教育を一貫したものととらえ、小・中学校については基礎的・基本的な内容を共通に履修させ、高校では個人の能力および適性等に応じて適切な内容を選択履修させるという考え方が読み取れる。

### ミニマム・エッセンシャルズ
ミニマムエッセンシャルズとは、教育用語で最低限教えるべき教材のこと。20世紀初頭にエッセンシャリスト(アメリカの教育思想家の一派で、文化遺産の伝導を教育の主要機能と考える学派）によって、教育課程の近代化が試みられた際に、新しい社会に対応する基本的教育内容の抽出を始めたことがその由来である。

### 特質と課題
基本には、単に知識や技能の次元にとどまらず人間形成に資するという特徴がある。これは先述の1987年の答申において、「個人または国家および社会の一員として人間形成を図る上で必要である(要約）」からも重要な特徴であることがわかる。また、応用および発展への土台としての転移性にも富む。そもそも、「基本が身に付いていない」というのは、課題を課すにあたり、学習した基本的な事項が十分に応用できていないといった意味であることからわかるとおり、基本は学習対象を獲得し、それを応用する力のことも意味している。また、関心、意欲、態度といった情意的なものを含むといった特徴もあり、これによって多様且つ総合的な能力の育成を目指すことができる。（これは課題でもある。）なお、基礎・基本的な内容や事項は一度では学び得ないもので何度も繰り返さなければならないといった考え方もあり、特に単なる繰り返しでなく、子供にあわせた発展的でなおかつ構造的な学習カリキュラムをと考える論者もいる。

## 参考資料
- http://www.juen.ac.jp/lab/takada/seika/souzou.htm
- http://ed.shogakukan.co.jp/yougo/
- 新教育学大事典(第一法規出版、ISBN 4-474-14740-5)